# چانگ گوک گوجوسان
چانگ گوک گوجوسان شانزدهمین پادشاه گوجوسان بود. او از سال ۷۶۱ قبل از میلاد تا  سال ۷۴۸ قبل از میلاد حکومت کرد. نام واقعی او موک(هانگول: 목  هانجا: 睦) بود. بعد از او موسیونگ به پادشاهی رسید.